# ТА-125
ТА-125 (Тель-Авив-125 ивр. תל אביב 125‎) — главный израильский фондовый индекс, включающий в себя акции 125 крупнейших по капитализации компаний, обращающихся на Тель-Авивской фондовой бирже, при условии соблюдения определенных пороговых условий. Индекс отражает как совокупное изменение цен на эти акции, так и полученные от них дивиденды, при условии, что дивиденды реинвестируются в акции индекса. Состав индекса обновляется каждый год в феврале и августе. 
До середины февраля 2017 года назывался «Тель-Авив 100» и учитывал 100 крупнейших по капитализации компаний. В августе 2016 года Тель-Авивская фондовая биржа объявила о «реформе индекса», в рамках которой индекс «Тель-Авив 100» был заменен индексом «Тель-Авив 125». Это изменение вступило в силу 12 февраля 2017 года.
Относительный вес акций в индексе обновляется ежедневно в соответствии с их рыночной стоимостью до открытия торгового дня. Значение индекса рассчитывается и публикуется Фондовой биржей во время торгов каждые 15 секунд.
Индекс представляет большую часть деловой активности в Израиле, так как он состоит из акций крупнейших и наиболее торгуемых компаний в экономике.

## Расчет индекса
С февраля 2008 года TA-125 рассчитывается по методу «free-float», общая рыночная капитализация компаний взвешивается по их влиянию на индекс, поэтому более крупные акции будут иметь большее значение для индекса по сравнению с акциями компаний с меньшей капитализацией. Основная формула для любого индекса (будь то взвешенный по капитализации или любой другой фондовый индекс).
- Уровень индекса = Σ (цена акции * количество акций) * коэффициент гос.владения / делитель индекса.

Коэффициент корректировки государственного владения представляет собой рыночную стоимость государственных акций в составе акции компании. Стоимость государственных фондов измеряется ежеквартально, за 30 дней до конца квартала. Таким образом, метод «free-float» не включает ограниченные акции, такие как акции, принадлежащие инсайдерам компании.
Вес акций компании в индексе имеет верхний предел 9,8%, если вес акций компаний выше 9,8%, то он ограничивается числом 9,8%, а остаток делится поровну между другими составляющими индекса. С октября 2007 года это ограничение установило эффективный вес Teva Pharmaceutical Industries на уровне 9,8%.
Чтобы быть включенным в индекс TA-35, акции компании также должны соответствовать следующему требованию: соответствовать порогу государственного владения не менее 25% и минимальному значению капитализации в 600 миллионов шекелей (чтобы обеспечить существенный размер государственного владения, который не контролируется инсайдерами).
Составляющие индексов определяются два раза в год; в первый торговый день в январе и в июле. Крупнейшие компании в индексе ТА-125 включаются также в индекс ТА-35.

## История
Индекс был впервые опубликован Тель-Авивской фондовой биржей 3 января 1999 года на основе акции 100 крупнейших компаний.

## Реформа индекса
В августе 2015 Тель-Авивская фондовая биржа объявила, что рассматривает возможность реформ индекса TA-100, структура которого будет изменена на TA-125. В январе 2016 года Тель-Авивская фондовая биржа издала подробный план реформирования индекса для сбора комментариев, а в августе 2016 года официально объявили о начале реализации реформы с 9 февраля 2017 года. Изменение индекса вступило в полную силу с 12 февраля 2017 года.